# Peseta hiszpańska
Peseta – dawna waluta hiszpańska, która została zastąpiona przez euro w 2002 r. Dzieliła się na 100 centimos. Obowiązywała również (wraz z frankiem francuskim) w Andorze.

## Historia

### 1868–1931
Pierwsze monety w tej walucie wyemitowano w 1868 r., po wstąpieniu do Łacińskiej Unii Monetarnej, zastępując hiszpańskie srebrne escudo.
Wydawano wówczas następujące monety:
- miedziane (później brązowe) 1, 2, 5, 10 centimos
- miedzioniklowe 25 centimos
- srebrne 20, 50 centimos
- 1, 2, 5 pesetas
- złote 10, 20, 25 i 100 pesetas

### 1931–1939
W okresie republiki (1931–1939) wyemitowano:
- 5 centimos (żelazo 1937)
- 10 centimos (żelazo 1938)
- 25 centimos (miedzionikiel 1934 i 1937; miedź 1938)
- 50 centimos (miedź 1934-1937)
- 1 peseta (srebro 1934; mosiądz 1937)

### 1939–1945
W czasie II wojny światowej i krótko po jej zakończeniu wydawano:
- 5 centimos (aluminium 1940–1953)
- 10 centimos (aluminium 1940–1953)
- 1 peseta (aluminium-brąz 1944)

### 1945–1975

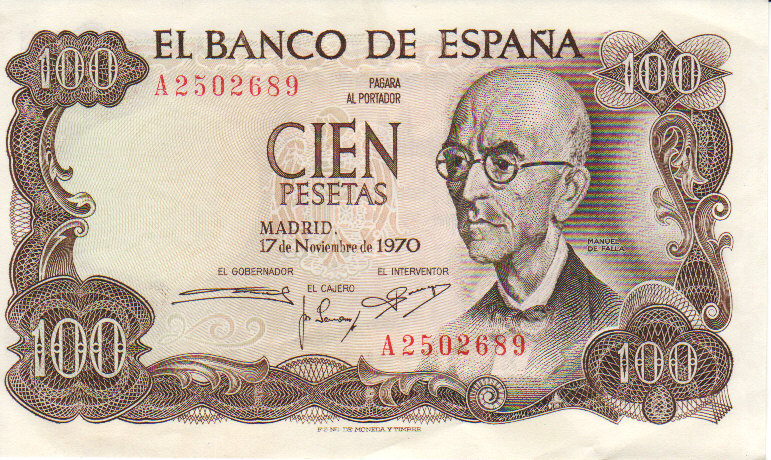
Banknot 100 pesetas z 1970 roku
awers

Za czasów rządów Francisco Franco emitowano następujące monety:
- 10 centimos (aluminium 1959)
- 50 centimos (miedzionikiel 1951–1965; aluminium 1967–1975)
- 1 peseta (aluminium-brąz 1948–1975)
- 2,5 pesetas (aluminium-brąz 1954–1971)
- 5 pesetas (nikiel 1949–1951; miedzionikiel 1958–1975)
- 25 pesetas (miedzionikiel 1958–1975)
- 50 pesetas (miedzionikiel 1958–1975)
- 100 pesetas (srebro 1966–1970)

### 1975–2002
Przed wprowadzeniem euro emitowano monety obiegowe o nominałach:
- 50 centimos (wycofane z obiegu przed wprowadzeniem euro)
- 1 peseta
- 2 pesetas
- 5 pesetas (tzw. duro)
- 10 pesetas
- 25 pesetas
- 50 pesetas
- 100 pesetas
- 200 pesetas
- 500 pesetas

W obiegu były także banknoty:
- 1000 pesetas (tzw. talego)
- 2000 pesetas
- 5000 pesetas
- 10000 pesetas

## Wymiana
W 2002 roku wymiana na euro nastąpiła po kursie 100 pesetas = 0,6 € lub 1€ = 166,386 pesetas

## Chronologia jednostek monetarnych Hiszpanii
- maravedí (średniowiecze)
- real (XV–XIX wiek)
- hiszpańskie srebrne escudo (1864–1868)
- peseta hiszpańska (1868–2002)
- euro (od 2002)